# Успенский (Брянский район)
Успенский (Новоуспенский) — посёлок в Брянском районе Брянской области, в составе Добрунского сельского поселения. Расположен в 1 км к югу от села Теменичи. Население — 23 человека (2010).

## История
Основан в начале XX века. До 1959 года входил в Трубчинский сельсовет, в 1959—1970 в Толмачевский, в 1970—2000 — в Теменичский сельсовет.
| 1926 | 1979 | 1989 | 2002 | 2010 | 2013 |
| ---- | ---- | ---- | ---- | ---- | ---- |
| 225  | 55   | 38   | 20   | 23   | 21   |